# Klaus Müllen
Klaus Müllen (Colônia, 2 de janeiro de 1947) é um químico alemão.
Müllen foi em 2008/2009 presidente da Sociedade Alemã de Química e é desde 2013 presidente da Gesellschaft Deutscher Naturforscher und Ärzte.

## Condecorações selecionadas
- 1999: Membro da Academia Leopoldina
- 2010: Doutor honoris causa do Instituto de Tecnologia de Karlsruhe
- 2011: Prêmio ACS de Química do Polímero
- 2013: Medalha Adolf von Baeyer
- 2013: Membro honorário da Academia de Artes e Ciências dos Estados Unidos
- 2014: Medalha Carl Friedrich Gauß
- 2015: Doutor honoris causa da Universidade de Ulm

## Livros
- K. Müllen: Kernresonanz- und elektronenspinresonanzspektroskopische Untersuchungen an überbrückten Annulenen, Dissertation, Basel 1971
- K. Müllen und G. Wegner: Electronic materials: the oligomer approach, Wiley-VCH-Verlag, Weinheim 1998, ISBN 3-527-29438-4
- K. Müllen und U. Scherf: Organic light emitting devices: synthesis, properties and applications, Wiley-VCH-Verlag, Weinheim 2006, ISBN 3-527-31218-8